# Hypothyris soror
Hypothyris soror är en fjärilsart som beskrevs av Anton Srnka 1885. Hypothyris soror ingår i släktet Hypothyris och familjen praktfjärilar. Inga underarter finns listade i Catalogue of Life.